# دون كوزاك
دون كوزاك هو لاعب هوكي الجليد كندي، ولد في 2 فبراير 1952.

## وصلات خارجية
- دون كوزاك على موقع دوري الهوكي الوطني (الإنجليزية)
- دون كوزاك على موقع EliteProspects.com (الإنجليزية)
- دون كوزاك على موقع HockeyDB.com (الإنجليزية)
- دون كوزاك على موقع Hockey-Reference.com (الإنجليزية)